# ۱۴ گاوران
۱۴ گاوران یک ستاره است که در صورت فلکی گاوران قرار دارد.